# 카르마 (마블 코믹스)
카르마(Karma)는 마블 코믹스의 슈퍼히어로로, 엑스맨의 일원이다. 베트남 출신으로 본명은 시안꼬이만(Xi'an Coy Manh)이며, 강력한 정신 지배 겸 기억 조작 능력의 소유자다. 1980년 12월 《마블 팀업》 100호에 처음 등장했고, 크리스 클레어몬트와 프랭크 밀러가 공동 창작하였다.